# Helmut Marko
Helmut Marko (Graz, 27 de abril de 1943) es un expiloto de automovilismo y actual asesor de la escudería Red Bull Racing en Fórmula 1. Su mayor logro como piloto fue la victoria en las 24 Horas de Le Mans de 1971.

## Carrera deportiva
Marko comenzó su carrera deportiva a los 25 años, luego de estudiar derecho. Tiempo después fue llamado por Porsche para competir en sport prototipos. Con Martini Racing, resultó ganador de las 24 Horas de Le Mans de 1971, con un Porsche 917K formando equipo con Gijs van Lennep.
Participó en nueve Grandes Premios de Fórmula 1, todos para BRM. En el GP de Francia de 1972 sufrió un accidente en el que perdió la visión de su ojo izquierdo (fue alcanzado por una piedra, que golpeó su casco) y que puso fin a su carrera como piloto. En su historial en Fórmula 1, obtuvo un octavo puesto como mejor resultado y no sumó puntos.
Desde entonces, Marko ha seguido vinculado al deporte motor desde la dirección y la asesoría. Fundó el equipo RSM Marko para competir en Fórmula 3 y Fórmula 3000. Desde 1999 supervisa el programa de desarrollo de pilotos de Red Bull, que ha llevado a pilotos como Sebastian Vettel o Max Verstappen a Red Bull Racing y Toro Rosso/AlphaTauri.

## Controversias
En septiembre de 2023, durante el Gran Premio de Italia de Fórmula 1, Marko cuestionó el rendimiento del mexicano Sergio Pérez, piloto de Red Bull, asegurando que «es sudamericano y (por lo tanto) no puede concentrarse tanto como Max [Verstappen] y Sebastian [Vettel]». Este comentario generó reacciones por parte de personalidades del deporte motor y en las redes sociales, por la alusión a que las raíces culturales afectan negativamente el rendimiento de un piloto y también por referirse a México como un país sudamericano. Poco después, la organización del Gran Premio de México emitió un comunicado expresando apoyo a su piloto local y criticando los «comentarios inapropiados» en el deporte.
Esta no fue la primera alusión de Marko al origen de Sergio Pérez. En agosto de 2022, Marko había realizado una afirmación similar: «como sudamericano Checo Pérez tiene muchos altibajos». Meses antes, durante el Gran Premio de Arabia Saudita, el austriaco afirmó que le sorprendió ver a Pérez asustado tras lo que era un posible ataque terrorista suscitado en unas instalaciones petroquímicas cercanas al circuito, ya que «vivir en la Ciudad de México no es mucho más seguro».
En 2024, Marko enfrentó una investigación interna y una posible suspensión en Red Bull Racing por filtrar información privilegiada sobre una supuesta conducta inapropiada del director del equipo, Christian Horner. El piloto titular y campeón mundial, Max Verstappen, defendió a Marko durante la investigación, indicando que «se iría si él [Marko] era despedido». Fue absuelto de la investigación luego de conversaciones con el ejecutivo de Red Bull GmbH, Oliver Mintzlaff.
Helmut Marko volvió a estar en el centro de la polémica por sus comentarios sobre el accidente del piloto de Racing Bulls, Isack Hadjar, en su debut en el Gran Premio de Australia de 2025. Describió el incidente como «vergonzoso», y Hadjar luego admitió sentirse avergonzado por el accidente.

## Resultados

### 24 Horas de Le Mans
| Año     | Equipo                            | Copilotos       | Automóvil             | Clase | Vueltas | Pos. | Pos. Clase |
| ------- | --------------------------------- | --------------- | --------------------- | ----- | ------- | ---- | ---------- |
| 1970    | Martini International Racing Team | Rudi Lins       | Porsche 908/2LH       | P 3.0 | 335     | 3.º  | 1.º        |
| 1971    | Martini International Racing Team | Gijs van Lennep | Porsche 917K          | S 5.0 | 397     | 1.º  | 1.º        |
| 1972    | Autodelta SpA                     | Vic Elford      | Alfa Romeo Tipo 33TT3 | S 3.0 | 232     | DNF  | DNF        |
| Fuente: |                                   |                 |                       |       |         |      |            |

### Fórmula 1
(Clave) (negrita indica pole position) (cursiva indica vuelta rápida)

| Año     | Escudería            | 1      | 2      | 3   | 4     | 5      | 6       | 7       | 8       | 9       | 10     | 11     | 12  | Pos. | Puntos |
| ------- | -------------------- | ------ | ------ | --- | ----- | ------ | ------- | ------- | ------- | ------- | ------ | ------ | --- | ---- | ------ |
| 1971    | Ecurie Bonnier       | RSA    | ESP    | MON | NED   | FRA    | GBR     | GER DNS |         |         |        |        |     | NC   | 0      |
| 1971    | Yardley-BRM          |        |        |     |       |        |         |         | AUT 11  | ITA Ret | CAN 12 | USA 13 |     | NC   | 0      |
| 1972    | Austria-Marlboro BRM | ARG 10 | RSA 14 | ESP | MON 8 | BEL 10 | FRA Ret | GBR INJ | GER INJ | AUT     | ITA    | CAN    | USA | NC   | 0      |
| Fuente: |                      |        |        |     |       |        |         |         |         |         |        |        |     |      |        |